# Magnolia grandiflora
Magnolia grandiflora, de nombre común magnolia grandiflora, magnolia común o, simplemente, magnolia, es una especie arbórea perteneciente a la familia Magnoliaceae, nativa del sureste de los Estados Unidos y norte de México; aunque se han tenido avistamientos in-situ en otras zonas de México. Es muy frecuente verla cultivada como planta ornamental.

## Descripción
Es un árbol perennifolio que puede llegar a más de 30 m de altura. Forma una densa copa ligeramente piramidal. Tronco gris o marrón claro con corteza lisa de joven tornándose estriada al envejecer. Las hojas alternas son simples, de elípticas a oblongo-ovadas o ampliamente ovadas y margen entero. Miden 10-20 cm de longitud por 7-10 cm de ancho, con los márgenes enteros, de color verde brillante oscuro y textura coriácea, con haz glabro y envés algo pubescente; pecíolo con una lanosidad corta, como aterciopelada rojiza o blanca, al igual que las yemas y las ramas jóvenes. Las fragantes flores son hermafroditas, solitarias, de 15 a 30 cm de diámetro con 3 sépalos petaloides y 6 pétalos —pueden ser hasta 12— ovalados, de textura cerúlea; con numerosos estambres. El fruto es un agregado de múltiples frutillos (folículos) con 1 o 2 semillas de envoltura rojiza (arilo) cada uno, en forma de piña alargada con textura leñosa.

## Distribución y hábitat
Especie nativa del sureste de Estados Unidos, desde Virginia hasta Texas y Florida.
Habita zonas húmedas boscosas, cerca de ríos y litorales a baja altitud.

## Ecología
Magnolia grandiflora puede producir semillas a los 10 años de edad, aunque la producción máxima de semillas se alcanza cerca de los 25 años de edad. Alrededor del 50% de las semillas pueden germinar y son transmitidas por aves y mamíferos. Se sabe que las ardillas, las zarigüeyas, las codornices y el pavo se comen las semillas.

## Usos
Se utiliza habitualmente en jardinería como árbol ornamental por la elegancia de su aspecto y el perfume de sus enormes flores.
La madera es apreciada en ebanistería construcción por su calidad, aunque como especie de crecimiento lento, no es económicamente rentable.
Como planta medicinal se han usado las semillas y corteza desde la antigüedad para aliviar dolencias digestivas y respiratorias. En México se utilizan también las flores en infusión para afecciones cardíacas.
La flor también tiene diversos usos en perfumería.

### Fitoquímica
La planta contiene componentes fenólicos con propiedades antimicrobianas. En estudios farmacológicos el magnolol honokiol y 3, 5'-dialil-2'-hidroxi-4-metoxibifenilo han demostrado una gran efectividad contra bacterias y hongos Gram-positivos y acidorresistentes.
De las hojas y corteza se ha aislado un aceite esencial, los alcaloides aztequina, talaumina y tiramina, beta-sitosterol, y costunólido.

## Taxonomía
Magnolia grandiflora fue descrita por Carlos Linneo y publicada en Systema Naturae, Editio Decima 2: 1082. 1759.

### Etimología
Magnolia: nombre genérico otorgado en honor de Pierre Magnol, botánico de Montpellier (Francia).
grandiflora: epíteto latino que significa "flores grandes".

Morfología
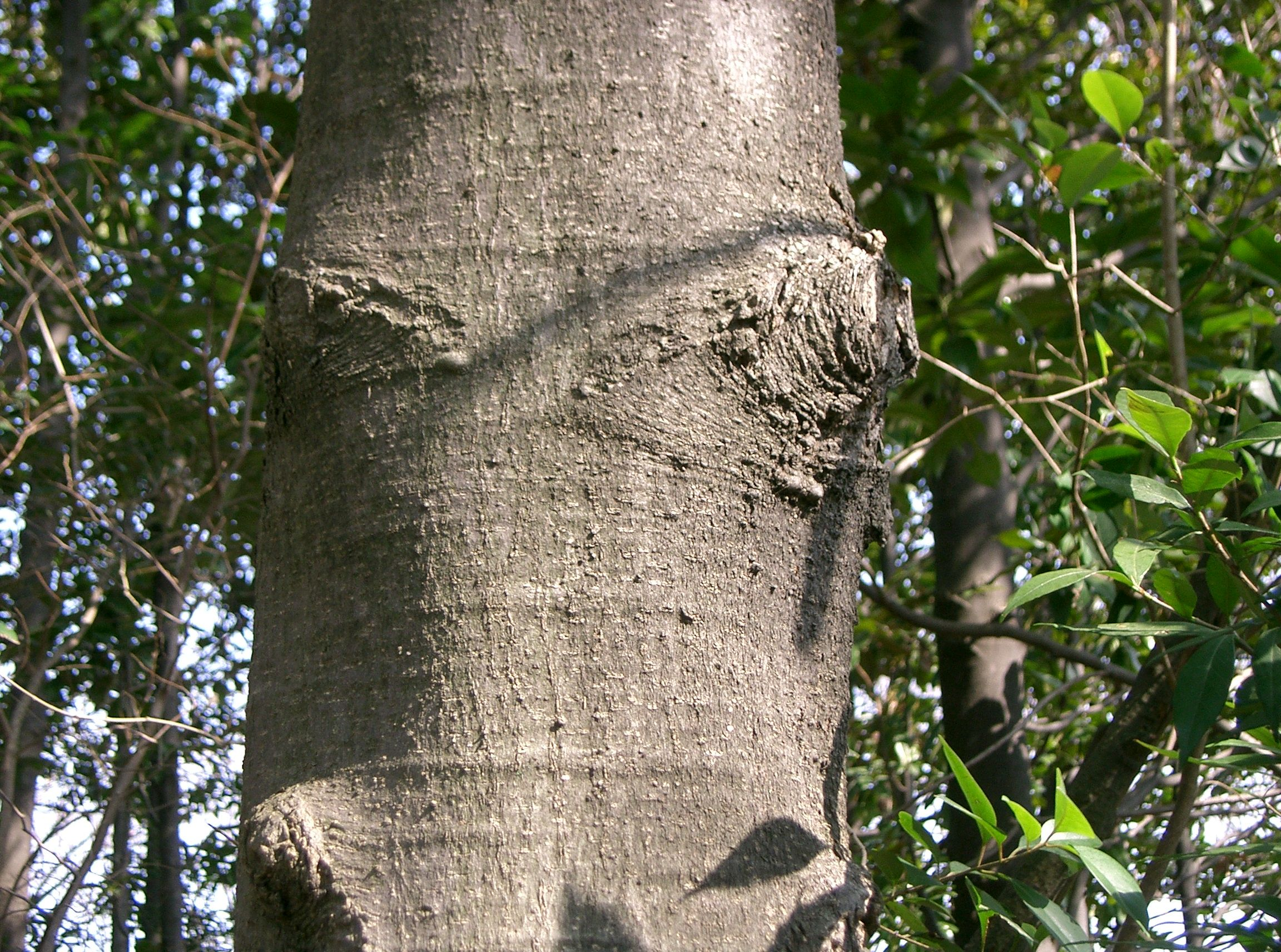
Corteza
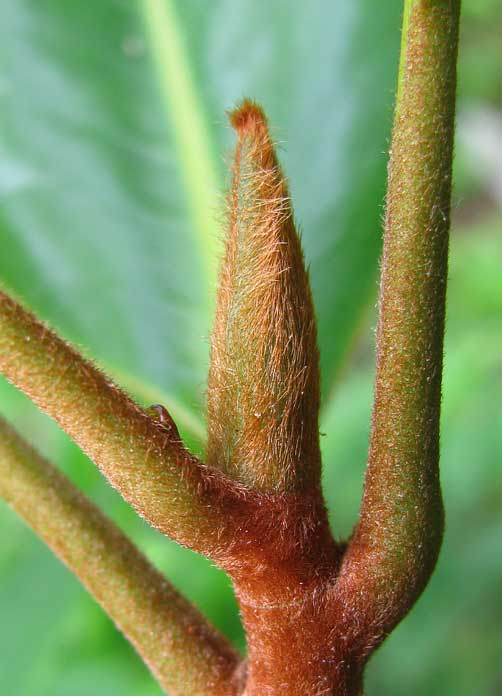
Yema foliar
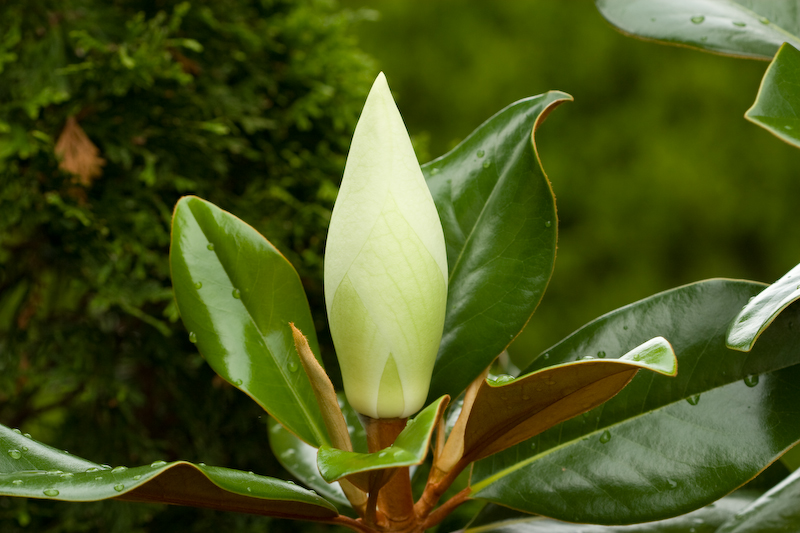
Capullo floral
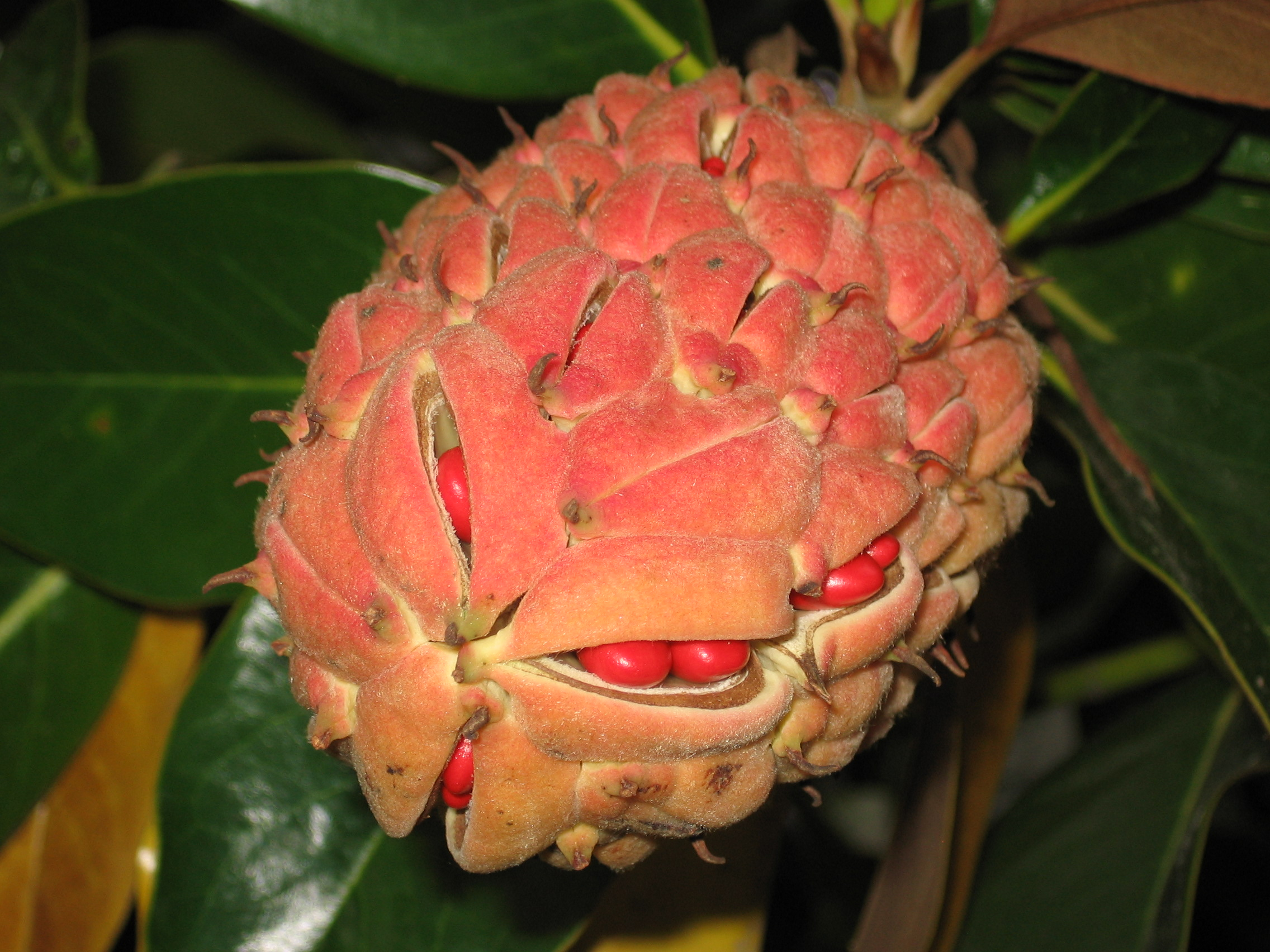
Fruto
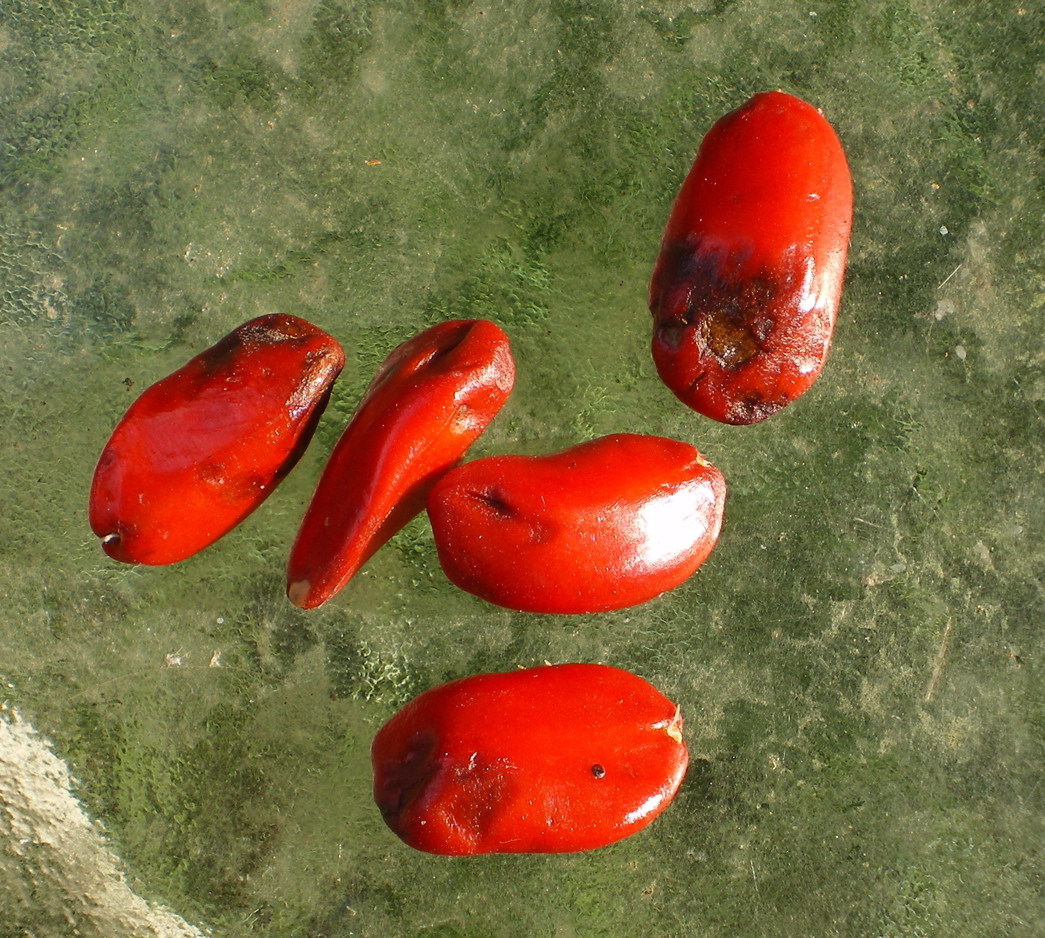
Semillas

### Sinonimia

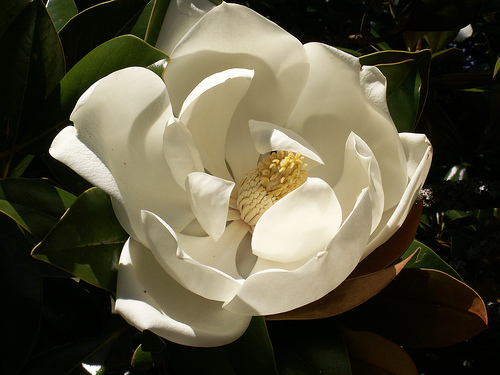
Flor

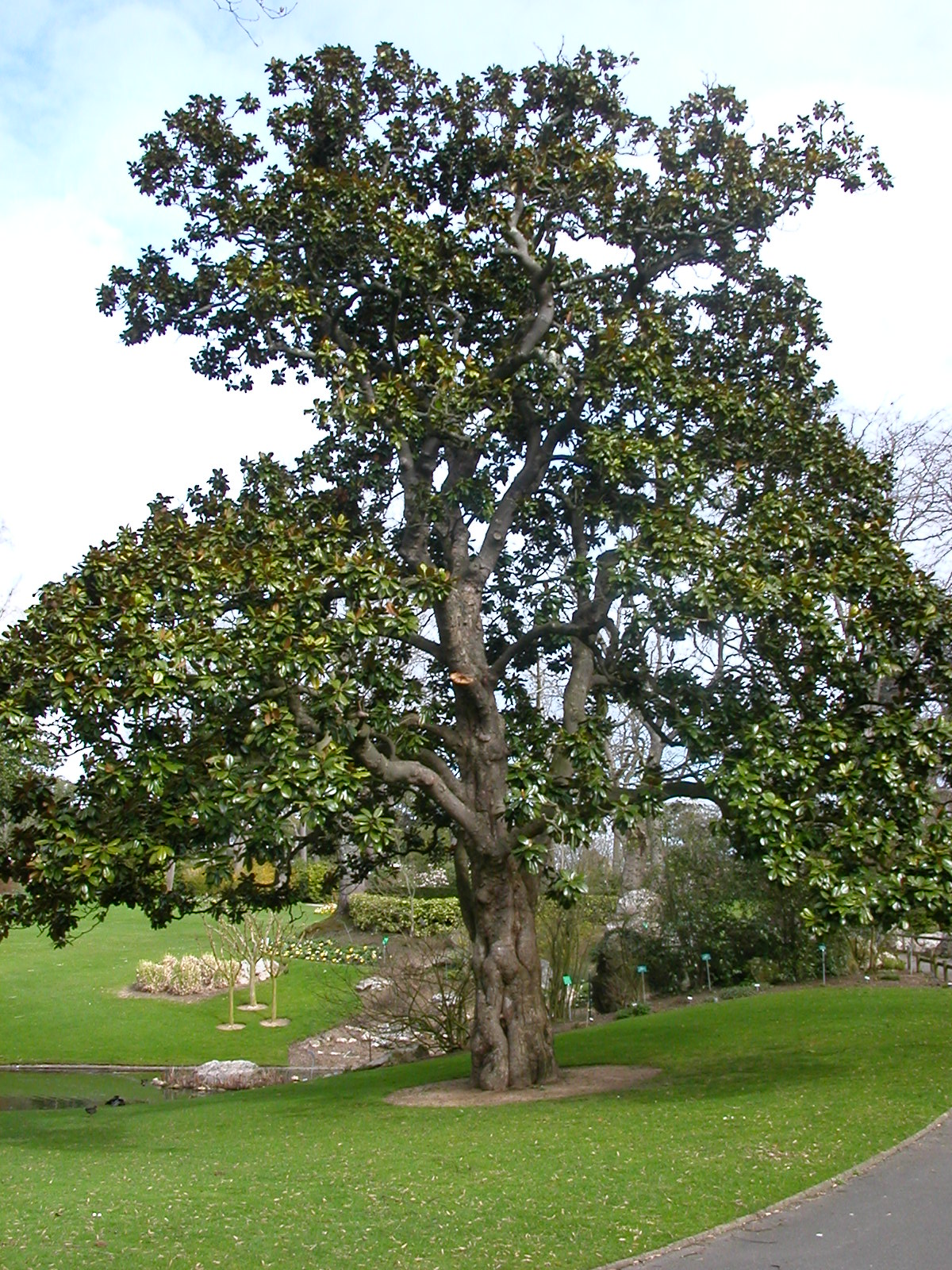
Ejemplar en el Jardín de plantas de Nantes plantado en 1807

- Magnolia longifolia Sweet, Hort. Brit.: 11 (1826).
- Magnolia elliptica (W.T.Aiton) Link, Handbuch 2: 375 (1829).
- Magnolia lanceolata (Aiton) Link, Handbuch 2: 375 (1829).
- Magnolia obovata (W.T.Aiton) Link, Handbuch 2: 375 (1829), nom. illeg.
- Magnolia maxima Lodd. ex G.Don in J.C.Loudon, Hort. Brit.: 226 (1830).
- Magnolia lacunosa Raf., Autik. Bot.: 78 (1840).
- Magnolia microphylla Ser., Fl. Jard. 3: 226 (1849), nom. inval.
- Magnolia obtusifolia, Fl. Jard. 3: 226 (1849), nom. inval.
- Magnolia tardiflora Ser., Fl. Jard. 3: 226 (1849), nom. inval.
- Magnolia tomentosa Ser., Fl. Jard. 3: 226 (1849), nom. inval.
- Magnolia ferruginea W.Watson, Bull. Misc. Inform. Kew 1889: 305 (1889).
- Magnolia foetida (L.) Sarg., Gard. & Forest 2: 615 (1889).
- Magnolia hartwegii G.Nicholson, Hand-List of Trees and Shrubs 1: 17 (1894), nom. inval.
- Magnolia hartwicus G.Nicholson, Hand-List of Trees and Shrubs 1: 17 (1894), nom. inval.
- Magnolia stricta G.Nicholson, Hand-List of Trees and Shrubs 1: 17 (1894), nom. inval.
- Magnolia glabra P.Parm., Bull. Sc. France Belgique 27: 251 (1896).
- Magnolia angustifolia Millais, Magnolias: 55, 83 (1927).
- Magnolia exoniensis Millais, Magnolias: 59 (1927).
- Magnolia galissoniensis Millais, Magnolias: 60 (1927).
- Magnolia gloriosa Millais, Magnolias: 61 (1927).
- Magnolia praecox Millais, Magnolias: 69 (1927).
- Magnolia pravertiana Millais, Magnolias: 69 (1927).
- Magnolia rotundifolia Millais, Magnolias: 70 (1927).[10][11]

## Historia
En el siglo XVI, Francisco Hernández de Toledo menciona que 

esta planta es de naturaleza caliente y seca, fortalece el corazón, el estómago y estriñe notablemente el vientre suelto. El cocimiento mezclado con otras plantas e infundido en el útero es un remedio excelente de la esterilidad.

A finales del siglo XVIII, Vicente Cervantes señala: las hojas son astringentes y corroborantes, su cocimiento se usa para la gota.
En el siglo XIX, Eleuterio González cita: la infusión de las flores es antiespasmódica, y la tintura tónica. Se han usado en la epilepsia y la neurosis en general.

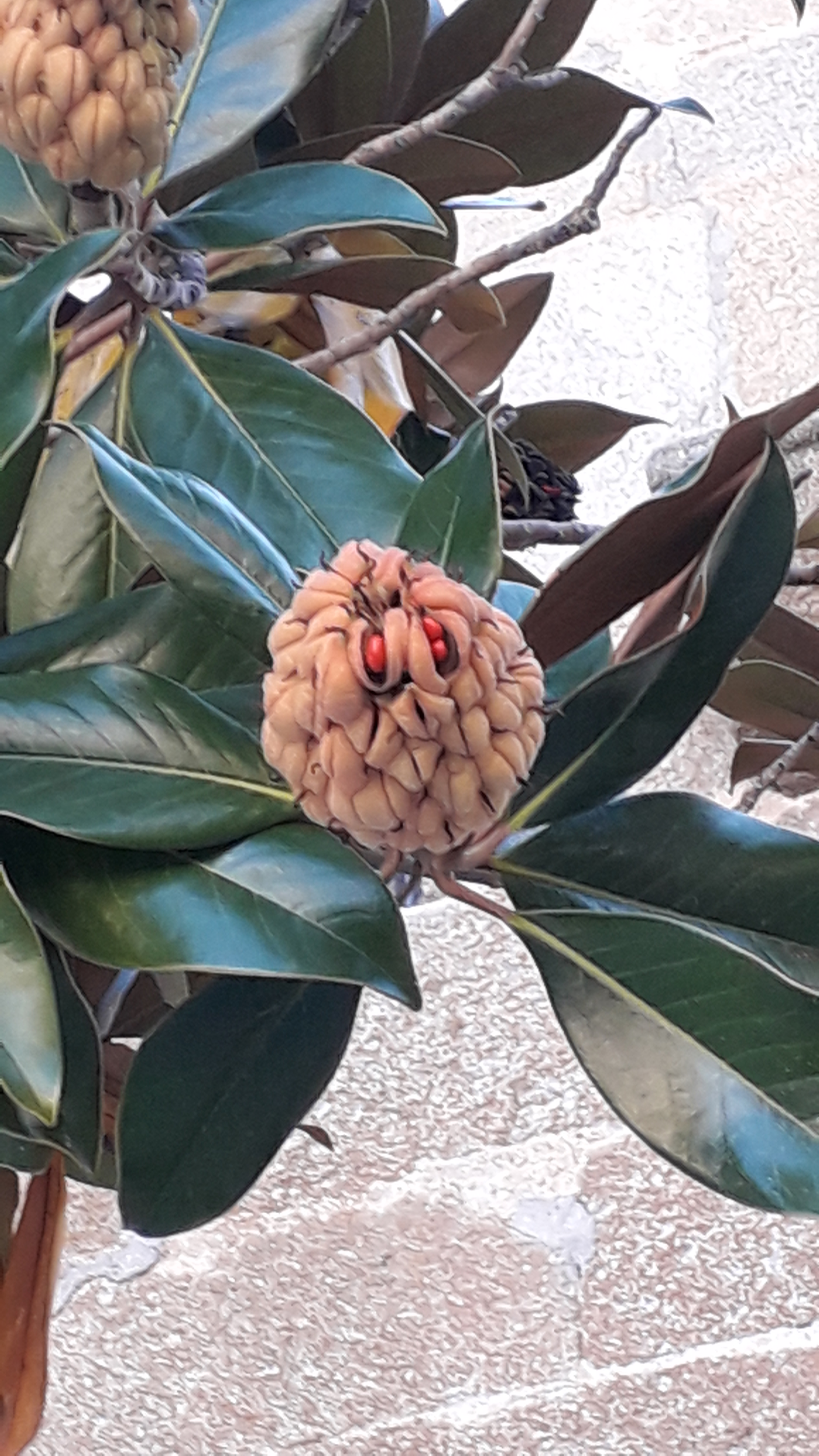
Flor